# Suříkovec černouzdičkový
Suříkovec černouzdičkový (Pericrocotus cantonensis) je housenčíkovitý pták patřící do rodu Pericrocotus, někdy zařazen společně se suříkovcem růžovým (Pericrocotus roseus) do jednoho druhu. Druh je monotypický a nevytváří tedy žádné poddruhy. Suříkovce černouzdičkového popsal Robert Swinhoe a Philip Sclater v roce 1861.

## Výskyt
Obývá území o rozloze 2 270 000 km². Hnízdí ve střední, jižní a východní Číně, většinou jižně od řeky Jang-c’-ťiang. Zimuje v pevninské jihovýchodní Asii až po Malajský poloostrov. Náhodně se objevuje až na Tchaj-wanu. Extrémními daty migrace jsou 10. prosinec a 23. březen. Suříkovec černouzdičkový je druhem opadavých, stálezelených i jehličnatých lesů. Žije až do nadmořské výšky 1 500 metrů.

## Popis
Suříkovec černouzdičkový měří mezi 18 až 19 cm, Samci mají částečně bílý obličej, bradu, hrdlo i břicho. Hruď a boky jsou vínově hnědé až vínově šedé. Horní část těla má odstíny šedé, okolo očí se táhne tmavá maska. Samice se v některých ohledech zbarvení mírně liší, ale jinak se podobají samcům. Druh může být zaměněn se suříkovcem šedým (Pericrocotus divaricatus), má však méně nápadné zbarvení. Nebyly zjištěny žádné informace o komunikaci, rozmnožování, délce dožití ani skladbě potravy, ale biologie může být podobná jako u suříkovce růžového (Pericrocotus roseus).

## Ohrožení
Suříkovec černouzdičkový je Mezinárodním svazem ochrany přírody zařazen mezi druhy málo dotčené.